# Gonolobus eriocladon
Gonolobus eriocladon är en oleanderväxtart som beskrevs av George Bentham. Gonolobus eriocladon ingår i släktet Gonolobus och familjen oleanderväxter. Inga underarter finns listade i Catalogue of Life.